# BPER Banca
BPER Banca S.p.A., già conosciuta in passato come Banca Popolare dell'Emilia-Romagna, è un istituto bancario italiano.
Quotata nell'indice FTSE MIB, la banca è presente in tutte le regioni italiane (non ha filiali in Sardegna dove però la rete commerciale è rappresentata dalla controllata Banco di Sardegna) e all'estero ha uffici di rappresentanza a Hong Kong e Shanghai, oltre che partenariato con gruppi bancari esteri, istituzioni e studi di consulenza. Il gruppo bancario "Gruppo BPER", di cui è la capogruppo, comprende anche Bibanca e il già citato Banco di Sardegna.
Nel 2024 era la quarta banca italiana per attivi, dietro a Intesa Sanpaolo, UniCredit e Banca Generali. La quota di mercato sui finanziamenti alla clientela, escluse le sofferenze, si attesta al 5,13% al 30 settembre 2022 e quella sui depositi risulta al 5,44%.

## Storia

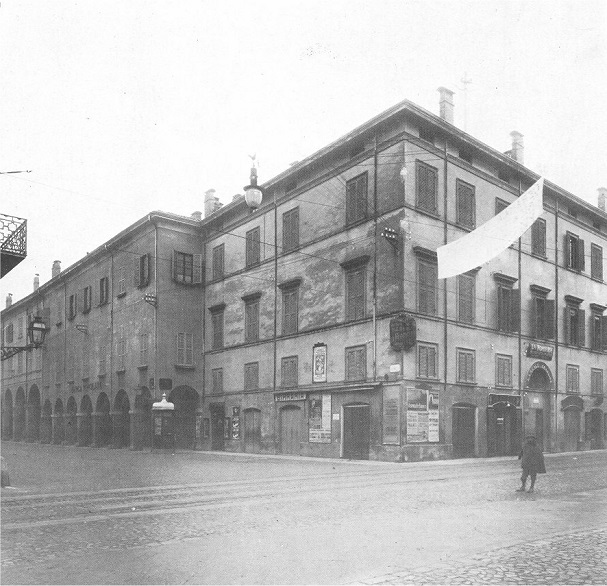
Prima sede della Banca Popolare di Modena in corso Canalgrande, Modena

L'istituto bancario nasce come banca popolare nel 1867 con la denominazione di Banca Popolare di Modena S.c.a.r.l. Nel 1983, in seguito alla fusione con la Banca Cooperativa di Bologna, assume il nome di Banca Popolare dell'Emilia, poi sostituito nel 1992 con la ragione sociale Banca Popolare dell'Emilia-Romagna dopo la fusione con la Banca Popolare di Cesena.
Nel 2016, con la trasformazione da banca popolare a società per azioni, la denominazione ufficiale passa a BPER Banca S.p.A.

### L'impegno verso il territorio
Dall'inizio degli anni 1920 concede al Comune di Modena e alla Provincia di Modena finanziamenti che permettono di realizzare opere pubbliche, come il completamento dell'elettrificazione delle ferrovie provinciali e l'avvio della bonifica del Burana. Sempre in quegli anni la Popolare di Modena partecipa al finanziamento della bonifica del bacino Parmigiana Moglia, comprendente una vasta area della bassa modenese. Nel 1923 la banca, grazie a un finanziamento, salva l'Università di Modena dalla chiusura per il basso numero di iscritti. L'impegno verso progetti di utilità sociale continua anche negli anni del secondo dopoguerra. Fra i progetti finanziati: la costruzione del nuovo mercato bestiame e l'aerautodromo di Modena. Nel dopoguerra la banca sostiene molte micro-imprese che sorgono in provincia e, grazie al boom edilizio, eroga mutui per la casa che favoriscono le famiglie di operai e impiegati.

### L'evoluzione del Gruppo BPER
Banca popolare dell'Emilia, nella forma di società cooperativa a responsabilità limitata è stata costituita il 1º gennaio 1984, attraverso la fusione di Banca Popolare di Modena e Banca Cooperativa di Bologna.
Il 1º maggio 1992 Banca Popolare dell'Emilia incorpora Banca Popolare di Cesena, assumendo così la denominazione di Banca Popolare dell'Emilia-Romagna.

### 1994-2001: gli anni delle acquisizioni
Partendo dall'acquisizione della maggioranza di Banca Popolare di Ravenna, fra il 1994 e il 2000 sono stati acquisiti molti istituti, alcuni successivamente incorporati dalla capogruppo o da altre banche del gruppo bancario, dando così corpo al progetto di unificare nel Gruppo BPER diverse banche locali, preservandone l'autonomia e il radicamento territoriale. Acquisisce il 76.087% della Cassa di Risparmio di Vignola.
Nel 1995 acquisisce la Banca Popolare di Lanciano e Sulmona e la Banca Popolare del Materano. Nel 1997 viene acquistato il Credito Commerciale Tirreno e la Banca Popolare di Crotone. Nel 1998 acquisisce la Banca del Monte di Foggia, Banca popolare del Sinni e Banca popolare di Aprilia. Nel 1999 acquista Banca popolare di Castrovillari e Corigliano Calabro, Banca popolare di Salerno, Carispaq (Cassa di Risparmio dell'Aquila). Nel 2000 acquisisce la Banca popolare dell'Irpinia. Nel 2001 acquista il Banco di Sardegna e la Banca di Sassari.

### 2003-2011: nasce il Gruppo BPER

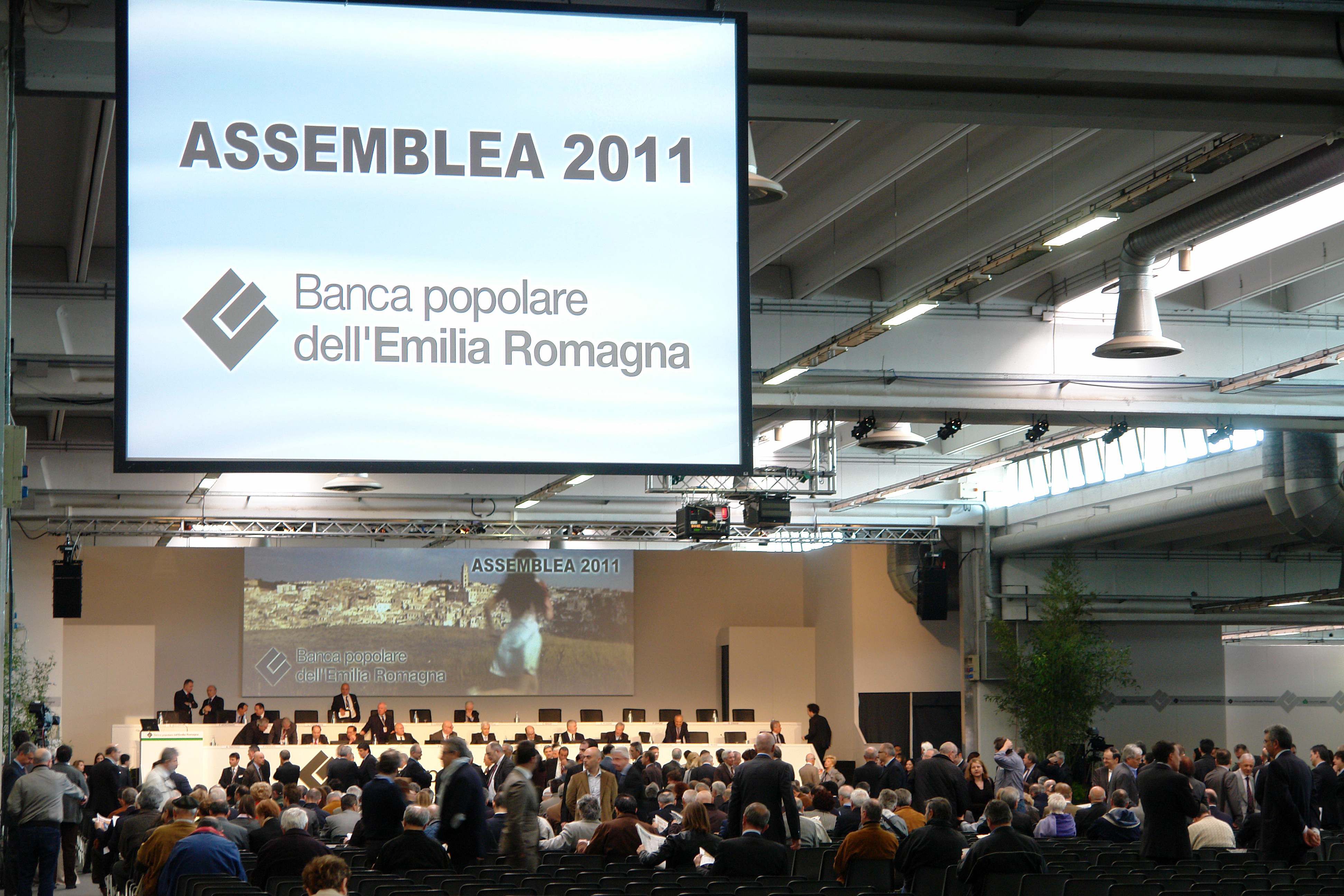
Assemblea dei soci della Banca Popolare dell'Emilia-Romagna (2011)

Nel 2003 viene fondata la Banca della Campania, che include le controllate Banca popolare dell'Irpinia, la Banca popolare di Salerno e l'ex Credito Commerciale Tirreno; successivamente viene inglobata anche la Banca del Monte di Foggia (2006). Nel 2004 viene acquistata la Eurobanca del Trentino e ABF Factoring, nel 2005 ABF Leasing. Il 30 aprile 2005 la Banca ha assunto la denominazione sociale di Banca popolare dell'Emilia-Romagna società cooperativa.
Nel 2005 acquista la quota di minoranza del 23.913% della Cassa di Risparmio di Vignola dalla Fondazione di Vignola per 33 milioni di euro, ottenendo la totalità delle azioni. Nel 2006 acquista da Unicredit partecipazioni in Cassa di Risparmio di Bra (31.021%), Cassa di Risparmio di Fossano (23.077%), Cassa di Risparmio di Saluzzo (31.019%) e Cassa di Risparmio di Savigliano (31.006%) per 149 milioni di euro. Nel 2008 nasce la Banca Popolare del Mezzogiorno, dalla fusione delle controllate Banca Popolare del Materano e Banca Popolare di Crotone.
BPER nel tempo ha rafforzato il modello federale, attraverso la razionalizzazione delle strutture di governo, di quelle operative e delle fabbriche di prodotto. Nel 2009 le azioni BPER vengono quotate alla Borsa Italiana, nel segmento Blue Chip del mercato MTA. Nel 2010 viene incorporata la Cassa di Risparmio di Vignola e avviene la fusione per incorporazione in BPER di Eurobanca del Trentino S.p.A., entrambe banche del Gruppo.

### 2012-2014: semplificazione dell'assetto organizzativo
Il piano industriale 2012-2014 ha previsto la semplificazione dell'assetto organizzativo del Gruppo con alcune operazioni, quali l'incorporazione di Meliorbanca nel novembre 2012 e di Banca Popolare di Lanciano e Sulmona, Cassa di Risparmio della Provincia dell'Aquila e Banca Popolare di Aprilia nel maggio 2013. Nel 2013 ha acquisito dalla Fondazione Cassa di Risparmio di Bra il 35.98% della Cassa di Risparmio di Bra per 23,9 milioni di euro ottenendo il controllo con il 67% delle azioni. Nel 2013 ha acquisito Serfina Banca, di cui già controllava il 17,87% ereditato da Banca Popolare di Lanciano e Sulmona.

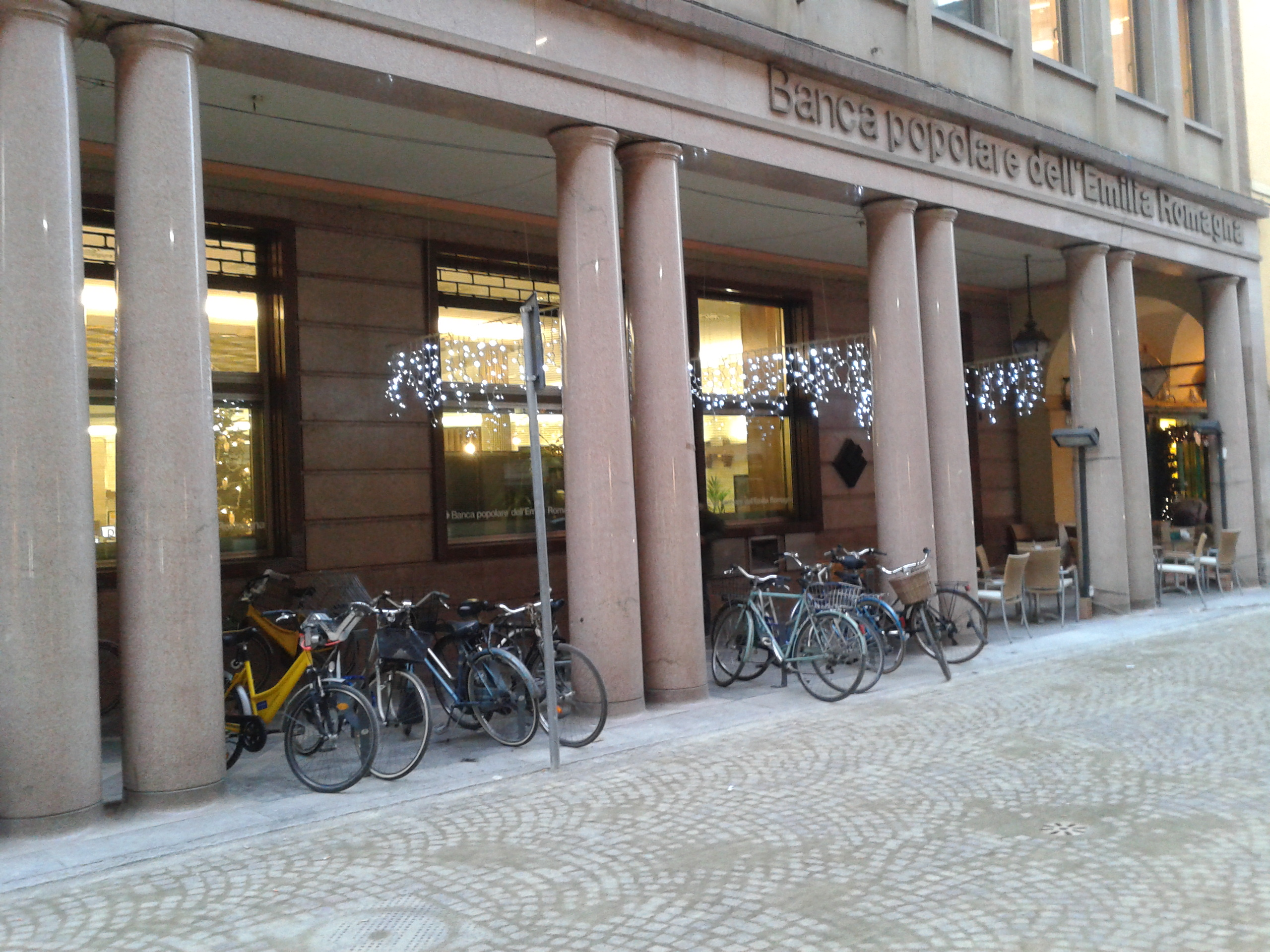
Sede centrale della Banca Popolare dell'Emilia-Romagna a via San Carlo, Modena (2012)

Il 30 ottobre 2013 il consiglio di amministrazione ha approvato una riorganizzazione dell'intero gruppo bancario, attraverso la fusione per incorporazione nella capogruppo di tutte le sue banche aventi sede nella penisola. Il 27 maggio 2014 il CdA ha reso noto, dopo l'approvazione del progetto di fusione, che l'incorporazione di Banca popolare del mezzogiorno, Banca della Campania e Banca Popolare di Ravenna sarebbe stato perfezionato a fine novembre 2014, divenendo poi efficace in data 24 novembre 2014.

### 2015-2017: il marchio BPER Banca, trasformazione in SpA e acquisto Carife
Il 16 aprile 2015 Banca popolare dell'Emilia-Romagna cambia il marchio storico (quadrato inclinato a forma di "G" e denominazione per esteso) nel nuovo "BPER: Banca" con i due punti distintivi.
A seguito dell'introduzione in Italia nel 2015 della nuova normativa sulle banche popolari, il successivo 26 novembre 2016 l'assemblea straordinaria dei soci ha deliberato di trasformare l'istituto da società cooperativa a società per azioni; conseguentemente si dovrà approvare il nuovo statuto sociale. Il 28 novembre 2016 viene formalmente registrato presso il registro delle imprese di Modena la nuova denominazione ufficiale "BPER Banca S.p.A." e la trasformazione da società cooperativa a società per azioni. Il giorno successivo Ettore Caselli si dimette dalla carica di presidente del consiglio di amministrazione.
Il 30 giugno 2017 BPER acquista dal Fondo Nazionale di Risoluzione una delle Target Bridge Institutions, Nuova Cassa di Risparmio di Ferrara S.p.A. e le società controllate al prezzo simbolico di 1 euro dopo un aumento di capitale di Nuova Carife sostenuto dal Fondo nazionale di risoluzione e la vendita dei crediti deteriorati per 340 milioni. Nuova Cassa di Risparmio di Ferrara S.p.A. viene fusa per incorporazione in BPER Banca S.p.A. il 20 novembre 2017.

### 2018-2019: acquisto di Unipol Banca e Arca
Nel 2018 Unipol Gruppo S.p.A., il singolo maggiore azionista della banca con circa il 9%, aumenta tra giovedì e venerdì 21-22 giugno la sua partecipazione portandola al 14,23% e una settimana più tardi al 15,06%. Incassa poi ad agosto l'autorizzazione della BCE (rinnovata a gennaio 2019) ad arrivare fino al 19,9% finendo di fatto ad avere il controllo della banca.
Il 7 gennaio 2019 il consiglio di amministrazione dell'Istituto, riunito quasi in contemporanea con l'omologo organo di Unipol Gruppo S.p.A., approva il bilancio 2018 ma, soprattutto, delibera l'acquisto del 100% di Unipol Banca S.p.A. per 220 milioni di euro. L'operazione prevede anche la contestuale cessione a UnipolReC Spa di un pacchetto di crediti problematici (NPL) di BPER Banca e del Banco di Sardegna per 130 milioni di euro complessivi (valore nominale 1,3 miliardi di euro). Durante lo stesso consiglio è inoltre deliberata l'acquisizione dalla Fondazione Banco di Sardegna della restante quota del 49% di azioni ordinarie e privilegiate del Banco di Sardegna portando così BPER Banca a detenere l'intero pacchetto azionario dell'Istituto sardo. L'acquisto verrà pagato con 33 milioni di azioni ordinarie BPER (che farà salire la quota dell'azionista in BPER al 9,4%) e 180 milioni di euro in contanti, tale somma verrà usata dalla Fondazione per la sottoscrizione di un'obbligazione convertibile (tasso dell'8,75 annuo) che per 8 anni le darà la possibilità di salire fino al 16% nell'azionariato dell'istituto modenese. Deciso anche il controllo di Arca Holding.
Un mese più tardi, nel febbraio 2019, viene approvato il piano industriale sino al 2021 che prevede di raggiungere quell'anno 450 milioni di utile ma prevede anche 1.300 esuberi e il taglio di 230 sportelli (metà entro la fine del 2019), pari al 20% delle 2018 filiali.
Il 22 luglio 2019 perfeziona l'acquisto di 12.154.752 azioni ordinarie di Arca Fondi SGR per un corrispettivo di € 83.867.788,80, incrementando la partecipazione dal 32,752% al 57,06% del capitale sociale. Nello stesso periodo acquisisce per 180 milioni il 49% di Banco di Sardegna posseduto dalla Fondazione, arrivando così al controllo del 100%.
Il 31 luglio 2019 perfeziona l'acquisto di 897.384.181 azioni ordinarie di Unipol Banca S.p.A. dal Gruppo Unipol e la cessione di NPL come da accordo del 7 gennaio 2019. Unipol Banca viene fusa per incorporazione in BPER Banca S.p.A. dal 25 novembre 2019.

### 2020-2021: incorporazioni di CRBRA e CRSaluzzo, acquisto degli sportelli UBI Banca e Intesa Sanpaolo

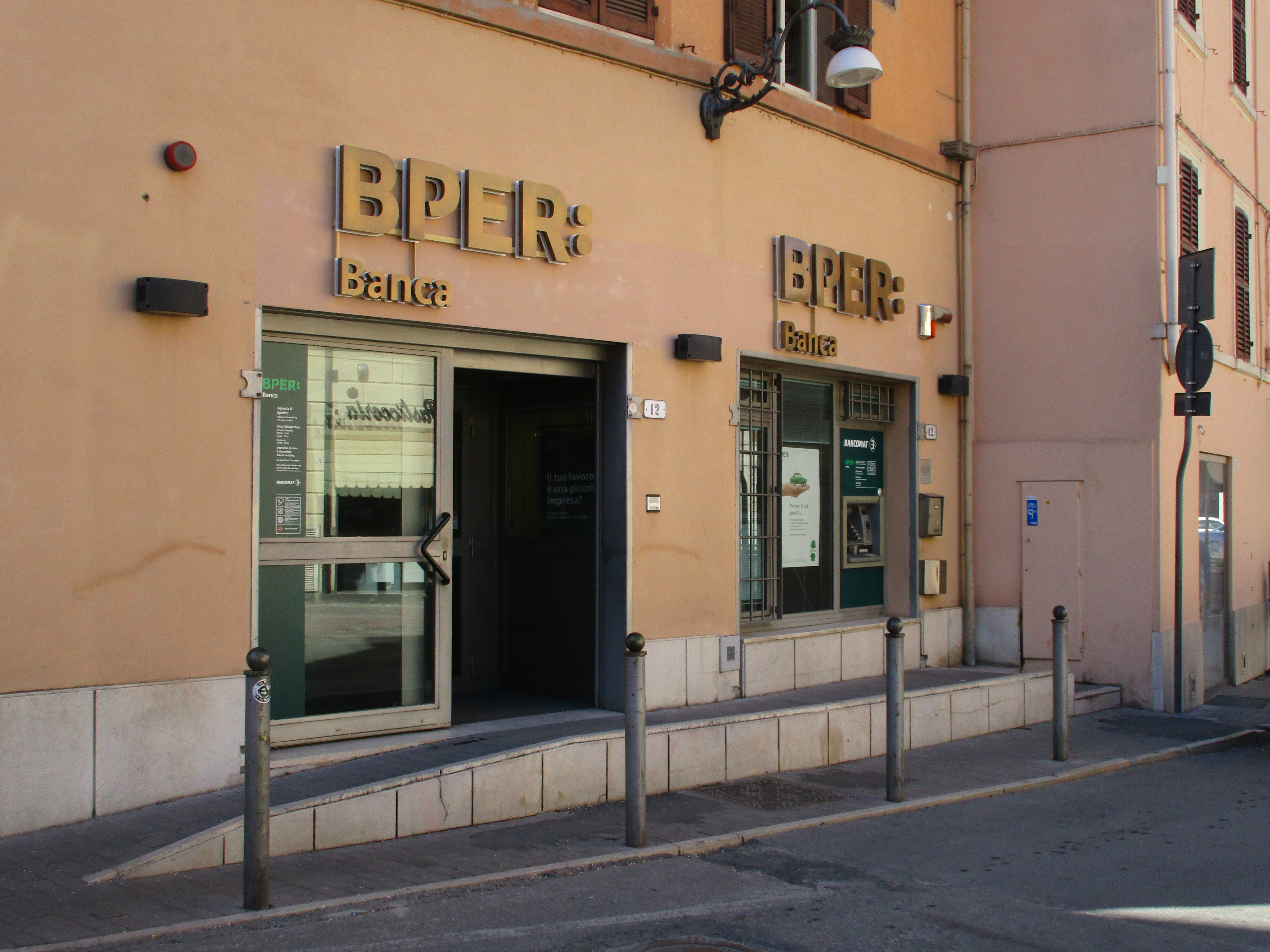
Filiale di BPER Banca a Spoleto (2020)

Il 27 luglio 2020 BPER incorpora le banche Cassa di Risparmio di Saluzzo S.p.A. controllata totalmente e Cassa di Risparmio di Bra S.p.A. controllata con il 84,29% e viene eseguito un aumento di capitale riservato alla Fondazione Cassa di Risparmio di Bra per il 15,71% della Cassa di Risparmio di Bra.
Il 17 febbraio 2020 BPER annuncia di voler acquisire 400-500 filiali con relativi clienti e crediti in seguito all'offerta pubblica di scambio di Intesa Sanpaolo su azioni di UBI Banca, che per decisione dell'Antitrust diventano 532 di cui circa la metà in Lombardia. Per eseguire questo acquisto ad ottobre 2020 fa un aumento di capitale di 802,26 milioni di euro.
Il 12 novembre 2020 si è conclusa la prima delle due trattative richieste dall'Autorità garante della concorrenza e del mercato per la cessione di 620 sportelli a BPER Banca; alle 486 filiali dotate di autonomia contabile, si sono sommati 134 punti operativi ad operatività limitata, privi di autonomia contabile.

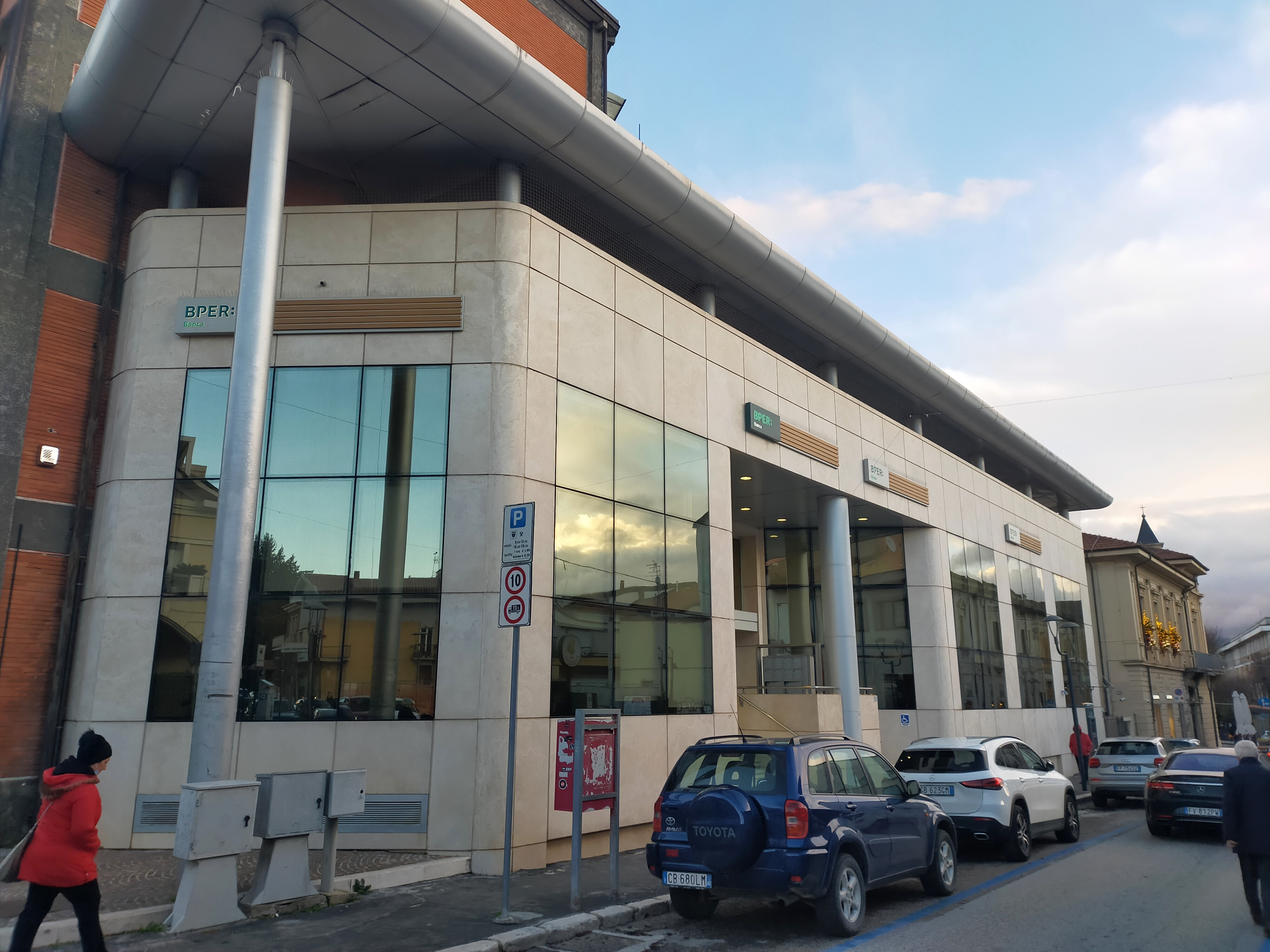
Filiale di BPER Banca ad Avezzano (2021)

Il 22 febbraio 2021 le 620 filiali UBI cedute da Intesa Sanpaolo, diventano BPER Banca.
A seguito dell'acquisizione di UBI Banca da parte di Intesa Sanpaolo, dal 22 febbraio 2021 alcune filiali di entrambe le società vengono assorbite dal gruppo emiliano per ragioni di antitrust.
Il 21 aprile 2021 viene nominato dal CDA il nuovo amministratore delegato Piero Luigi Montani.

### 2022: acquisizione di Banca Carige
Dopo gli accordi di inizio anno, il 3 giugno 2022, BPER Banca acquisisce dal Fitd e da Schema Volontario di intervento (Svi) il 79,418% di Banca Carige ad un euro con la ricapitalizzazione per 530 milioni a carico dei cedenti.
BPER ha annunciato il lancio dell'Opa obbligatoria per acquistare il 20,582 non ancora detenuto a 0,80 € per azione ordinaria in modo da poter procedere successivamente alla fusione per incorporazione, e dell'Opa volontaria sulle azioni di risparmio.
Nel giugno 2022, nell'ambito del processo di acquisizione della quota di maggioranza di Banca Carige da parte di BPER Banca, quest'ultima ha sottoscritto un accordo con il Banco di Desio e della Brianza a cui cederà due rami d'azienda concernenti quaranta sportelli bancari di Banca Carige e otto del Banco di Sardegna per prevenire eventuali procedimenti antitrust.
Il 28 novembre 2022 Banca Carige e Banca del Monte di Lucca vengono incorporate in BPER Banca.
Nel mese di maggio 2023, attuando il processo di snellimento del gruppo viene avviato il processo di fusione per incorporazione di Optima s.p.a. in Banca Cesare Ponti.

### 2024: evoluzione del logo
Dal logo scompare la parola "Banca" e aumenta la dimensione degli "squircle" (i due punti), che assumono così maggiore rilevanza, affermandosi come elemento grafico distintivo del brand.
Il 19 aprile 2024 vengono nominati dal CDA il nuovo amministratore delegato Gianni Franco Papa, il nuovo Presidente Fabio Cerchiai e il Vice Presidente Antonio Cabras.

### 2025: acquisizione Pop. Sondrio
Il 7 febbraio 2025 BPER Banca ha lanciato un'offerta pubblica di acquisto da 4,3 miliardi di euro su Banca Popolare di Sondrio. Entro l'11 luglio 2025 BPER Banca ha acquisito una partecipazione di maggioranza in Banca Popolare di Sondrio con il 58,49% delle azioni, conferendo così a BPER Banca il controllo dell'istituto di credito lombardo. BPER ha poi deciso di riaprire l'offerta dopo l'Opa con l'obiettivo di avere più sinergie e ottenere la fusione.In seguito alla riapertura dell'offerta, al 25 luglio 2025, BPER Banca ha acquisito una partecipazione in Banca Popolare di Sondrio pari all'80,69%. 

## Quotazione in Borsa
BPER Banca è una ex banca popolare quotata sull'MTA della Borsa Italiana, appartenente all'indice FTSE MIB ed è una componente dello Standard Ethics Italian Banks Index.

## Azionariato
L'azionariato al 12 novembre 2024 era il seguente:
- Unipol Gruppo S.p.A  – 19,774%
- Fondazione di Sardegna – 10,218%
- JPMorgan Chase & Co. - 3,056%
- Norges Bank – 2,9%
- altri azionisti – 61,4%

## Il Gruppo bancario BPER

### Banche del Gruppo BPER
Oltre la capogruppo BPER Banca S.p.A. il Gruppo BPER è composto da:
un'altra banca territoriale:
- Banco di Sardegna S.p.A. (99,362%)

una banca per il private banking:
- Banca Cesare Ponti (banca di private banking dell'ex Gruppo Carige) (100%)

una banca per i prestiti:
- Bibanca S.p.A. (precedentemente Banca di Sassari) (99,123%) società prodotto di monetica, cessioni del quinto e prestiti personali

una banca estera:
- BPER Bank Luxembourg S.A. con sede nel Granducato del Lussemburgo (100%)

La banca partecipa nell'azionariato di: Banca Privata Leasing S.p.A. (9,555%), Cassa di Risparmio di Savigliano S.p.A. (31,006%) e Cassa di Risparmio di Fossano S.p.A. (23,077%).

#### Altre società controllate
- BPER Real Estate S.p.A. società immobiliare (100%)
- Alba Leasing S.p.A. (33,498%)
- Atriké S.p.A., con sede a Modena (45%)
- BPER REOCO s.p.a., con sede a Genova, società di costruzioni e gestione immobiliare (100%)
- CAT Progetto Impresa Modena S.c.r.l., con sede a Modena (20%)
- CONFORM - Consulenza Formazione e Management s.c.a.r.l., con sede ad Avellino (49,410%)
- Modena Terminal S.r.l magazzinaggio di merci varie,di deposito e stagionatura del formaggio, di conservazione frigorifera di carni e prodotti deperibili (100%)
- BPER Factor S.p.A., con sede a Bologna, società di factoring (100%)
- Emil-Ro Service S.r.l., con sede a Bologna (25%)
- Immobiliare Oasi nel Parco s.r.l., con sede a Milano (36,80%)
- Sardaleasing S.p.A., con sede a Sassari, società di leasing (99,674%)
- Estense Covered Bond s.r.l., con sede a Conegliano (TV), società veicolo funzionale all’emissione di Obbligazioni Bancarie Garantite, ai sensi dell’art. 7 bis della Legge n. 130/99 (60%)
- BPER Trust Company S.p.A., con sede a Modena, società con incarico di trustee per i trust istituiti dalla clientela, nonché di prestazione di consulenza in materia di trust (100%)
- Estense CPT Covered Bond s.r.l., con sede a Conegliano (TV), società veicolo funzionale all’emissione di Obbligazioni Bancarie Garantite, ai sensi dell’art. 7 bis della Legge n. 130/99 (60%)
- Italiana Valorizzazioni Immobiliari s.r.l. (100%)
  - Adras s.p.a. (100%)
- SIFA’- Società Italiana Flotte Aziendali S.p.A. (100%)
- Sofipo s.a. in liquidazione, con sede a Lugano, partecipata da BPER Bank Luxembourg s.a. che detiene il 30% del suo capitale
- Resiban S.p.A., con sede a Modena (20%)
- Unione Fiduciaria S.p.A., con sede a Milano (24%)
- Sarda Factoring S.p.A., con sede a Cagliari (21,484%)
- Lanciano Fiera - Polo fieristico d’Abruzzo - consorzio, con sede a Lanciano (25%)
- Arca Holding S.p.A., con sede a Milano (57,061%)
  - Arca Fondi SGR S.p.A. (100%)
- Finitalia S.p.A. (100%)

### Dati finanziari
Quella che segue è la tabella di comparazione dei dati finanziari consolidati del Gruppo BPER negli ultimi anni.
| Anno | Proventi operativi netti (in milioni di €) | Utile di esercizio (in milioni di €) | Totale dell'attivo (in milioni di €) | Patrimonio netto (in milioni di €) | Dipendenti |
| ---- | ------------------------------------------ | ------------------------------------ | ------------------------------------ | ---------------------------------- | ---------- |
| 2024 | 5.575                                      | 1.403                                | 140.591                              | 11.564                             | 19.508     |
| 2023 | 5.477                                      | 1.519                                | 142.128                              | 9.565                              | 20.224     |
| 2022 | 4.258                                      | 1.449                                | 152.304                              | 8.121                              | 21.059     |
| 2021 | 3.388                                      | 525                                  | 136.348                              | 6.859                              | 18.128     |
| 2020 | 1.871                                      | 144                                  | 84.231                               | 5.915                              | 10.355     |
| 2019 | 1.736                                      | 379                                  | 69.347                               | 5.292                              | 13.805     |
| 2018 | 2.081                                      | 401                                  | 70.635                               | 4.897                              | 11.615     |
| 2017 | 2.038                                      | 176                                  | 71.339                               | 5.717                              | 11.653     |
| 2016 | 2.067                                      | 14                                   | 64.957                               | 5.556                              | 11.635     |
| 2015 | 2.370                                      | 220                                  | 61.261                               | 5.024                              | 11.447     |
| 2014 | 2.217                                      | 29                                   | 60.652                               | 5.510                              | 11.593     |
| 2013 | 2.246                                      | 16                                   | 61.758                               | 4.711                              | 11.718     |
| 2012 | 2.154                                      | -11                                  | 61.637                               | 4.062                              | 11.834     |
| 2011 | 2.100                                      | 214                                  | 60.487                               | 3.930                              | 11.965     |
| 2010 | 2.032                                      | 293                                  | 58.498                               | 3.249                              | 12.159     |
| 2009 | 2.156                                      | 115                                  | 59.360                               | 3.022                              | 12.278     |
| 2008 | 1.815                                      | 208                                  | 52.772                               | 2.918                              | 11.878     |
| 2007 | 1.898                                      | 468                                  | 48.544                               | 2.968                              |            |

## Loghi

Logo di Banca Popolare dell'Emilia-Romagna usato fino al 2015
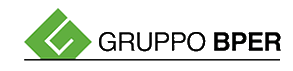
Logo del Gruppo BPER usato fino al 2015
Logo di BPER Banca in uso dal 2015